# Futebol na América do Sul
O futebol é o esporte amador mais popular da América do Sul, além de ser um esporte profissional reverenciado pelos habitantes do continente. O futebol foi introduzido pela primeira vez no continente durante o século XIX, como parte da difusão mundial da cultura britânica iniciada pela diáspora britânica e subsequente aceitação do esporte pela elite anglófila da região. O futebol era amplamente considerado como um símbolo da modernidade e da boa saúde e, com o tempo, substituiu os esportes mais antigos da moda, como o Bochas. Em meados do século XX, tornou-se o principal esporte dominante na maior parte do continente.
A organização do esporte é governada por federações (ou associações) nacionais e confederações continentais, todas integrantes da FIFA. A maioria das federações de futebol da América do Sul faz parte da CONMEBOL. Existem algumas exceções: as associações sediadas nas Guianas, que fazem parte da CONCACAF, e as Ilhas Malvinas. O desenvolvimento do futebol também é organizado por essas federações nacionais e internacionais em conjunto com as autoridades esportivas governamentais. Cada país da América do Sul tem sua própria infraestrutura de desenvolvimento de futebol, com graus variados de sucesso.

## História
O futebol na América do Sul se originou em algum momento do século XIX. Marinheiros europeus jogaram futebol no porto de Buenos Aires, Argentina, e o esporte se espalhou gradualmente para áreas urbanas próximas. Em 1867, havia uma grande comunidade européia em Buenos Aires, com muitos trabalhadores britânicos empregados pelas empresas ferroviárias britânicas em uma grande expansão da rede ferroviária. Uma liga de futebol não oficial formada, conhecida como a Grande Liga Britânica, que na prática foi dividida em uma liga inglesa e uma escocesa. Dois imigrantes ingleses, Thomas e James Hogg, organizaram uma reunião na capital argentina em 9 de maio de 1867, na qual o primeiro clube de futebol latino-americano foi fundado: o Buenos Aires Football Club. O Buenos Aires Cricket Club concedeu permissão ao clube de futebol para usar seu campo de críquete no Parque Tres de Febrero. O Buenos Aires Football Club jogou sua primeira partida de futebol em 20 de junho daquele ano, com dezesseis jogadores no total, apenas oito dos quais eram britânicos. Menos jogadores do que o esperado participaram, pois alguns jogadores recuaram para ver como seria a partida. Os fundadores do clube de futebol jogaram com seus seis companheiros de equipe e venceram o jogo quatro gols a zero.
O aumento gradual da popularidade do futebol após 1867 deveu-se principalmente à influência das escolas e dos clubes esportivos associados. No Paraguai, o professor holandês de educação física William Paats ensinou aos alunos o esporte e estabeleceu regras, embora ele não seja creditado pelo avanço do esporte no país. Esse crédito é para um paraguaio que testemunhou um dos primeiros jogos da liga em Buenos Aires.
O futebol se espalhou em outros lugares da América do Sul, como no porto de Buenos Aires e, posteriormente, em toda a Argentina. O processo também ocorreu na América do Norte, onde os europeus que se estabeleceram nos Estados Unidos e no Canadá na segunda metade do século XIX trouxeram futebol com eles.
Antes do final do século XIX, já estavam sendo realizados jogos informais de futebol entre equipes vindas de diferentes partes dos países recém-formados. Finalmente, no século XX, o futebol foi introduzido nos Estados Unidos como um contraponto ao futebol americano. Na parte norte da América Latina, o beisebol e o basquete foram introduzidos, competindo com o futebol e retardando o desenvolvimento da infraestrutura do futebol na América Central em comparação com outras partes do continente. Em 1927, a Costa Rica se tornou o primeiro país a se inscrever na associação mundial de futebol FIFA, fundada em 1904. Em 1929, foi seguida pelo México. O futebol foi introduzido por europeus que permaneceram na América, mas, por sua vez, jovens latino-americanos foram atraídos para a Europa. Quando o capitalismo foi introduzido na América Central e do Sul, países como a Costa Rica se tornaram um elo na economia global. Como resultado, os países europeus tiveram um impacto não apenas em questões políticas e econômicas, mas também no campo cultural. A geração mais jovem foi para a Europa Ocidental, especialmente a Inglaterra, e foi exposta ao futebol em estabelecimentos públicos e praças da universidade.

### Integração na sociedade
O futebol foi introduzido pela primeira vez na América do Sul em 1867, na Argentina. O Brasil, para o qual o britânico Charles Miller trouxe o futebol em 1894, é considerado o segundo país sul-americano em que o futebol apareceu. Miller nasceu em São Paulo de uma mãe brasileira que pertencia à elite da população da cidade. O pai de Miller era um ferroviário de ascendência escocesa.
Miller foi enviado para o internato em Southampton aos dez anos de idade, em 1884. Como os migrantes circulares da Costa Rica, ele descobriu o futebol na Inglaterra. Miller fundou o primeiro time no Brasil, como parte do clube de atletismo de São Paulo, e também a primeira liga de futebol, o Campeonato Paulista.

### Primeiras confederações e competições internacionais
O número de clubes com contratos pagos aumentou e o Conselho e o jogo se profissionalizaram. Em 1910, pela primeira vez, foi realizado um torneio nacional envolvendo mais de duas equipes nacionais, embora fosse informal e não oficialmente reconhecido pela CONMEBOL. As três partidas da Copa Centenario Revolución de Mayo, entre Argentina, Chile e Uruguai, foram disputadas em maio e junho. A Argentina foi campeã invicta. Este torneio também é considerado a primeira Copa América, ou seu precursor direto. A primeira edição oficial da Copa América, na época chamada Campeonato Sul-Americano de Futebol, foi organizada pela Argentina em 1916 para comemorar o centenário da Guerra da Independência Argentina (1810-1818). Participaram quatro países, com o Brasil convidado além dos participantes anteriores. O Uruguai venceu duas partidas, emergindo como o primeiro campeão sul-americano. Isabelino Gradín, então com 19 anos, era o melhor jogador do Uruguai e o melhor marcador do torneio, com três gols. Um dia após a grande vitória do Uruguai no Chile, a Federação Chilena de Futebol exigiu a reversão dos resultados, alegando que dois africanos estavam no time uruguaio. Gradín, que havia marcado duas vezes naquela partida, era um, pois seus bisavós eram escravos do Lesoto. O protesto do Chile foi finalmente rejeitado, e o Uruguai declarou o legítimo vencedor. A equipe uruguaia venceu seis das dez primeiras edições, perdendo a final uma vez e enfrentando protestos do Chile em duas ocasiões.
A CONMEBOL  foi fundada durante a primeira Copa América em 9 de julho de 1910, encerrando permanentemente a profunda influência dos europeus ocidentais que haviam introduzido o esporte na América Latina. Embora esse primeiro torneio não tenha ocorrido totalmente sem incidentes - além do protesto chileno, houve tumultos durante o jogo final, no qual as arquibancadas de madeira foram incendiadas -, ele serviu de base para um torneio entre nações que ocorreram, inicialmente a cada dois anos e depois anualmente, sob os auspícios da mais antiga associação continental de futebol.
A CONCACAF foi fundada em 1961 para a América Central e o Caribe. Antes desse período, havia duas federações separadas. A Confederação Centroamericana e do Caribe de Futebol (CCCF), fundada em 1938, abrangeu a maioria dos países da América Central e do Caribe. A Confederação Norte-Americana de Futebol (NAFC) foi criada em 1946 para o Canadá, Estados Unidos, México e Cuba. Os primeiros torneios internacionais de futebol foram realizados nesta parte norte da América Latina. A Costa Rica venceu sete dos dez campeonatos da CCCF e o México venceu três dos quatro campeonatos da NAFC.[carece de fontes?]

### Primeiras Copas do Mundo

#### Uruguai 1930
Em maio de 1929, o Uruguai foi nomeado país anfitrião da primeira Copa do Mundo, a ser realizada em 1930. Como vencedor dos dois torneios olímpicos de futebol anteriores, o Uruguai era um candidato lógico. Vários países europeus também se inscreveram, mas se retiraram rapidamente, na tentativa de promover a proposta da Itália. A escolha da sede a um país latino-americano levou a boicotes por Hungria, Itália, Holanda, Espanha e Suécia. Dois meses antes do início do evento, nenhum país europeu aceitou o convite. Alemanha, Áustria, Tchecoslováquia e Suíça também se retiraram, citando a longa viagem ao Uruguai.
O Uruguai foi o favorito para o título de primeiro campeão do mundo, depois de se estabelecer como um país forte do futebol, com suas vitórias nos Jogos Olímpicos de 1924 e 1928. Esperava-se uma alta disciplina da seleção uruguaia, que se isolou por dois meses para se preparar. Ilustrando essa abordagem rigorosa, o goleiro Andrés Mazali, que jogou nas duas finais olímpicas, foi demitido da seleção por não respeitar o toque de recolher da equipe.
A primeira partida foi disputada em 13 de julho. A França venceu o México por 4 a 1, e o francês Lucien Laurent entrou nos recordes como o primeiro goleador da Copa do Mundo. Foi a única vitória da França no torneio e uma das únicas quatro partidas vencidas por europeus. A ação polêmica do árbitro brasileiro no terceiro jogo, entre a França e a favorita Argentina, causou alvoroço. Ele terminou o jogo seis minutos antes do final do tempo regulamentar, logo após o jogador argentino Monti ter cobrado um livre falhado e o atacante francês Langiller ter feito um contra-ataque e estava prestes a empatar. A chamada do árbitro irritou a França e levou ao caos em campo, até que ele decidiu permitir que as duas equipes de volta ao campo jogassem o tempo restante.
A primeira final da Copa do Mundo foi uma repetição da final olímpica de 1928. Nas semifinais, Argentina e Uruguai derrotaram seus oponentes por 6 a 1 (Estados Unidos e Iugoslávia, respectivamente). Vários incidentes ocorreram antes desta partida. Houve discordância sobre a bola: os dois finalistas queriam jogar com uma bola de futebol caseira, o que forçou a FIFA a intervir. O conflito foi resolvido jogando a primeira metade com uma bola argentina e a segunda metade com uma bola de origem uruguaia. Milhares de torcedores argentinos pegaram balsas pelo Rio da Prata, a fronteira natural entre os dois países, para assistir à partida. Por causa do medo de assédio por parte dos torcedores, o árbitro da final foi anunciado apenas três horas antes do início do jogo. O árbitro belga John Langenus, exigiu uma escolta policial e um barco para levá-lo para fora do país imediatamente após a final.

### Domínio latino-americano
A América Latina continuou a crescer no futebol internacional, assim como o impacto internacional de seus três maiores países jogadores de futebol: o Brasil, que não ficou ausente de nenhuma edição da Copa do Mundo; Argentina, ausente apenas do evento principal quatro vezes; e Uruguai, que venceu o primeiro campeonato após a Segunda Guerra Mundial. Em 1962, o Chile sediou a sétima Copa do Mundo. O Brasil manteve seu título, o que nenhum país havia feito antes. Embora os países do Caribe não pudessem desempenhar um papel significativo no cenário mundial, alguns países da América Central o fizeram. O México atraiu a atenção, chegando ao auge em 1970, quando o país organizou a primeira e única Copa do Mundo na América Central. O Estádio Asteca foi palco de uma das finais mais memoráveis, em que a equipe italiana foi derrotada por 4 a 1 pelo "Dream Team" do Brasil. O jornal nacional italiano Il Messaggero escreveu que a Itália havia sido derrotada pelos "melhores jogadores de futebol do mundo". O Uruguai foi ultrapassado pelo Brasil, terminando em quarto lugar depois de perder a meia-final para os campeões finais. Quatro anos depois, o palco era completamente europeu; os cinco países latino-americanos não impressionaram. Em 1978, a Argentina, país anfitrião, derrotou a Holanda na final. Nas edições subsequentes da Copa do Mundo, mais países da América Central e do Sul tiveram sucesso.
Em 1990, todos os países de língua espanhola chegaram à rodada dos 16 . Isso incluiu a Espanha, que apresentou desempenho semelhante ao do Uruguai, país que causou alvoroço na década de 1930, quando superou todos os clubes que jogou na Espanha. O México se classifica para a Copa do Mundo continuamente desde 1994, atingindo a segunda rodada de cada vez antes de ser eliminado. Dos quatro primeiros campeonatos do século XXI, o menos bem-sucedido da América Latina foi o torneio de 2006 na Alemanha, com nenhum país chegando às meias-finais. A Copa do Mundo de 2014 no Brasil foi uma história de sucesso latino-americana, apesar de os países europeus ocuparem o primeiro e o terceiro lugar. Colômbia e Chile impressionaram com sua jogada forte. O colombiano James Rodríguez foi o artilheiro, nomeado jogador do torneio e premiado com o melhor gol. O país da América Central, Costa Rica, surpreendeu-se ao sobreviver ao "grupo da morte" para chegar às quartas de final. A Argentina ganhou um lugar na final, onde perdeu 0-1 para a Alemanha. O país anfitrião, o Brasil, foi uma exceção, perdendo 1 a 7 para a Alemanha nas semifinais e 0 a 3 para a Holanda no terceiro lugar no play-off .
No nível do clube, a jogabilidade técnica não é tão desenvolvida e nem tanto dinheiro é investido no futebol na América Latina quanto na Europa. Os jogadores mais talentosos são examinados e comprados pelos clubes europeus, o que não estimula o desenvolvimento ou eleva o padrão da competição nacional. Em 2000, a FIFA lançou uma Copa do Mundo de clubes, tendo o Brasil o primeiro país anfitrião. Os clubes de maior sucesso de todo o mundo se reúnem neste torneio. Nas dez primeiras edições, os clubes latino-americanos da América Central e do Norte, quase sempre do México, não tiveram um papel significativo. Os clubes brasileiros Corinthians, São Paulo FC e Internacional conquistaram quatro títulos no total; os outros torneios foram vencidos por clubes da Europa Ocidental. O Independiente da Argentina venceu o torneio sul-americano de clubes Copa Libertadores sete vezes, com outro clube argentino, o Club Atlético Boca Juniors, em segundo lugar.[carece de fontes?]

## Estilo de jogo

### Concepção inicial do jogo
Nas décadas seguintes à introdução do futebol na América Latina, um estilo de jogo individual se desenvolveu. Nos primeiros dias, quase todos os jogadores eram de origem britânica, com um conceito britânico do esporte. Esse estilo de jogo valorizava mais o espírito esportivo e o jogo limpo do que a paixão e o espírito de luta. O típico foi o Clube Atlético de Antigos Alunos da Argentina, que se recusou a cobrar um pênalti porque os jogadores sentiram que o árbitro o havia concedido de forma errada. Seguir as regras era de primordial importância. Na Grã-Bretanha e em outros lugares, foi utilizado o chamado sistema 2–3–5, com dois defensores, três médios e cinco atacantes. Durante muito tempo, nenhum clube na América Latina se desviou desse formato, pois era o padrão global. O domínio britânico da cultura do futebol diminuiu gradualmente em todas as frentes, inclusive em sua influência no estilo de jogo. Força e disciplina deram lugar à agilidade, talvez devido à crescente influência de imigrantes espanhóis e italianos. Onde na Grã-Bretanha havia grandes campos, na América Latina o futebol era jogado em bairros pobres, com pouco espaço disponível, geralmente em terreno acidentado. Nas ruas e pequenas praças de bairros de cidades como Buenos Aires, Montevidéu e Rio de Janeiro, uma nova maneira de brincar se desenvolveu para se adequar às más condições de vida e de brincadeira. Os jogadores queriam um controle preciso da bola e aprendiam todos os tipos de truques para conseguir isso. O trabalho em equipe disciplinado desapareceu, o jogador sozinho nocauteando seu oponente para criar espaço adicional para si mesmo. A primeira geração desse tipo de jogador de futebol chamou o estilo el toque, ou "toque", como se estivesse acariciando a bola.

## Futebol de clubes

### Competição nacional
Todos os países da América Central e a grande maioria dos países da América do Sul usam um sistema de liga com duas temporadas separadas, o Apertura ("abertura") e Clausura ("fechamento"). Onde na Europa a estação ocorre continuamente do outono à primavera (geralmente de agosto a maio ou junho), em alguns países da América Latina, a estação segue o ano civil. É o caso do Chile, Colômbia, Equador, Haiti, Paraguai e Peru, onde a temporada vai de janeiro ou fevereiro até o final do ano. O resto da América Latina está alinhado com a temporada européia.
Nesse sistema, tanto a primeira quanto a segunda metade da temporada rendem um vencedor. Na Nicarágua, Peru, Uruguai e Venezuela, os dois times vencedores se enfrentam no final da temporada para determinar o campeão final. Além dessa estrutura geral de competição, com uma temporada disputada em duas partes, vários países mostram pequenas diferenças na abordagem de promoção e rebaixamento e na conquista do título do campeonato. Na liga mexicana, no início de cada temporada, os dois campeões da temporada anterior se enfrentam em uma competição de pequena liga semelhante à Supercopa Europeia. Na Costa Rica, onde a terminologia é Invierno ("inverno") e Verano ("verão"), em vez de Apertura e Clausura, as quatro principais equipes das duas partes da temporada se classificam para uma segunda rodada, na qual o campeão geral é determinado.[carece de fontes?]
O Brasil não divide a temporada em duas partes. A competição nacional geralmente ocorre de maio a dezembro, de acordo com o calendário sazonal americano, mas segue as mesmas regras da Europa. O sistema é relativamente recente, já que o país passou de pequenos torneios locais para uma competição nacional nas décadas de 1960 e 1970. O Campeonato Brasileiro é a maior competição de futebol da América Latina. Ele contém o maior número de vencedores da Copa Libertadores (os clubes desta liga venceram a Copa dezessete vezes). Três clubes do Campeonato venceram a Copa do Mundo de Clubes da FIFA quatro vezes entre eles. É a competição mais valorizada da América Latina, com quase um bilhão e meio de dólares. O clube de futebol com maior valor de marca (em 2012) foi o Sport Club Corinthians Paulista, com 77 milhões de dólares; em todo o mundo, isso colocou o clube em vigésimo quarto lugar, atrás do Everton FC.

### Competição internacional
A América Latina possui diversas competições internacionais de clubes, sendo os principais torneios a Copa Libertadores e a Liga dos Campeões da CONCACAF.[carece de fontes?] Ambos servem como eliminatórias da Copa do Mundo de Clubes da FIFA. Na América do Sul, a Copa Sul-Americana, equivalente à Liga Europa da UEFA, é o torneio secundário. O vencedor se classifica para a Copa Libertadores da temporada seguinte. A Recopa Sul-Americana, entre os vencedores da Copa Sul-Americana e da Copa Libertadores, acontece na América do Sul todos os anos, no início da nova temporada. A região da CONCACAF não possui esse sistema. Em vez disso, os três melhores clubes do torneio do Caribe, o CFU Club Championship, se classificam para o sorteio principal da Liga dos Campeões, e todos os países do continente centro-americano são alocados por um número de vagas na piscina. Os clubes sul-americanos mais bem-sucedidos são o argentino Independiente e Boca Juniors, ambos com oito vitórias. O Cruz Azul do México venceu a Liga dos Campeões da CONCACAF seis vezes. No Caribe, a maioria dos clubes vencedores é de Trinidad e Tobago. Embora os clubes mexicanos sejam bem-vindos nas competições sul-americanas, atualmente não há sobreposição entre as duas regiões latino-americanas no nível do clube. Os dois participariam de um torneio pan-americano, a Copa Pan-Americana, substituindo as duas competições internacionais de clubes anteriormente separadas de 2002. Seis clubes brasileiros, e dois do Panamá e Costa Rica, foram inscritos como participantes, mas dificuldades financeiras obrigaram as federações a cancelar o plano.[carece de fontes?]

## Organização

### Doméstico

#### CONMEBOL
- Argentina: Superliga Argentina, governada pela Federação Argentina de Futebol
- Bolivia: Liga de Fútbol Profesional Boliviano, organizado pela Federação Boliviana de Futebol
- Brasil: Campeonato Brasileiro Série A, organizado pela Confederação Brasileira de Futebol
- Chile: Primeira Divisão do Chile, organizado pela Federação Chilena de Futebol
- Colômbia: Categoría Primera A, organizado pela federação colombiana de futebol
- Equador: Campeonato Ecuatoriano de Fútbol, organizado pela Federação Equatoriana de Futebol
- Paraguay: Primera División Paraguaya, organizado pela Associação de Futebol do Paraguai
- Peru: Torneo Descentralizado, organizado pela Federação Peruana de Futebol
- Uruguai : Campeonato Uruguayo de Fútbol, organizado pela Federação Uruguaia de Futebol
- Venezuela : Primeira Divisão Venezolana, organizada pela Federação Venezuelana de Futebol

#### CONCACAF
- Guiana  : Super Liga Nacional da GFF, organizada pela Federação de Futebol da Guiana
- Suriname  : Suriname Hoofdklasse, organizado pelo Surinaamse Voetbal Bond
- Guiana Francesa : Guiana Francesa Championnat National, organizada pela Liga de Futebol da Guiana Francesa [note 4]

### Internacional
- Copa do Mundo de Clubes da FIFA

#### CONCACAF
- Campeonato de Clubes CFU
- Liga dos Campeões da CONCACAF

#### CONMEBOL
- Copa Libertadores, principal competição de clubes da América do Sul, com os campeões (exceto o México, membro da CONCACAF) se classificando para a Copa do Mundo de Clubes da FIFA
- Copa Sul-Americana, segunda maior competição de clubes da América do Sul, com os campeões se classificando para a Copa Libertadores .
- Recopa Sul-Americana, o encontro da Copa Libertadores e os campeões da Copa Sudamericana . Se o mesmo time vencer os dois, nenhuma Recopa será jogada.
- Suruga Bank Championship, com os campeões da Copa Sul-Americana e da  J. League Cup, jogada no Japão.